# Mangareva

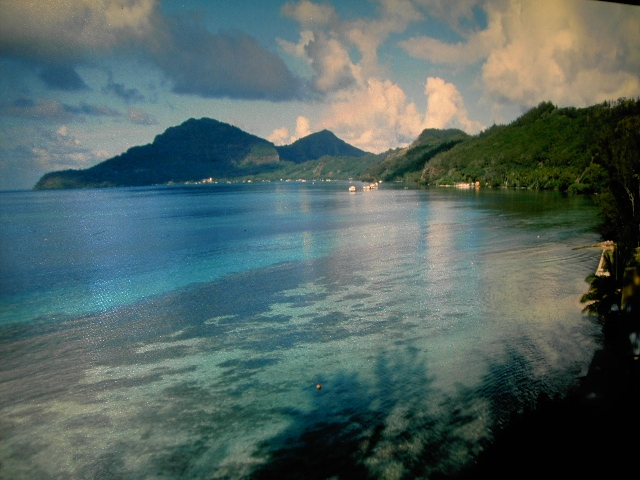
Fotka ostrova z jeho pobřeží

Mangareva je centrální a nejdůležitější ostrov Gambierských ostrovů ve Francouzské Polynésii. Obklopuje ji několik dalších ostrovů – Taravai na jihozápadě a Aukena a Akamaru na jihovýchodě. Kromě nich se v její blízkostí nachází také pár dalších ostrovů ležících i na severu. Ostrov je asi 8 km dlouhý a s plochou kolem 18 km² představuje 56% veškeré pevniny Gambierských ostrovů. Středem ostrova prochází po jeho délce vysoký hřbet.
Největší vesnicí na ostrově je Rikitea, která je zároveň hlavním sídlištěm Gambierských ostrovů. Nachází se zde i nejvyšší bod celého souostroví, hora Duff vysoká 441 m n. m. nacházející podél jižního pobřeží ostrova. Ostrov byl dříve hustě zalesněn, ale zdejší obyvatelé způsobili přílišným kácením lesů od 10. do 15. století jeho deforestaci, což vedlo ke katastrofální situaci na ostrově v oblasti ekonomiky a ekologie.